# Fronti (Lamezia Terme)
Fronti (I Fhrùnti in dialetto lametino) è la frazione più a nord del comune di Lamezia Terme, il quale centro dista circa 8 chilometri, che con una popolazione di 851 abitanti risulta essere la frazione più popolosa della città.

## Geografia fisica

### Territorio
La frazione di Fronti è situata in collina a 575 metri s.l.m. Dalla posizione panoramica in cui si trova, domina la piana lametina e il golfo di Sant'Eufemia, lasciandosi alle spalle boschi tipici mediterranei. Confina a sud nel comune di Lamezia Terme, con contrada Magolà e Zangarona, a nord nel comune di Serrastretta, con le frazioni di Palmatico (Quinzi) e Accaria Rosario.

### Clima
Il clima è mediterraneo, le temperature sono comprese da 5 °C in inverno a 35 °C in estate.

## Storia
Le origini di Fronti risalgono al 1700 quando gente di Accaria (attuale frazione di Serrastretta) si insediò di fronte al fiume Badia, sicuramente da qui il nome di Fronti. I primi insediamenti, oggi non più esistenti, furono le "Case Vecchie" al di qua del torrente Badia e di fronte a Palmatico-Quinzi. Non esistevano strade ma piccole vie percorribili solo con muli e asini, successivamente, per avvicinarsi a Zangarona, di cui né erano parrocchia vescovile, sorsero altri insediamenti urbani di fronte alle "Case Vecchie", al di qua del torrente, formando il vero e proprio paese con il rione "Casenuove", probabilmente per distinguersi forse da quelle vecchie. Inizialmente faceva parte della parrocchia di Zangarona, ma nel 1814, costituitasi la parrocchia di Quinzi, ne venne a far parte fino al 31 agosto 1940 (da segnalare che: il 14 luglio 1890 fu chiesto a Mons. Valensise di ritornare a far parte della parrocchia di Zangarona, la richiesta fu respinta), quando il vescovo della diocesi di Nicastro, Mons. Eugenio Giambro (vescovo dal 1916 al 1955), la riportò a quella di Zangarona e di cui oggi ne fa ancora parte.
Probabilmente anche agli abitanti di Fronti spetta il merito della costruzione della chiesa del Soccorso, situata in contrada Magolà, infatti, diversi abitanti di Fronti alla fine del settecento, le domeniche mattina scendevano a Nicastro per vendere i prodotti del loro artigianato, le "ceste", e siccome ancora non esisteva la chiesa di Fronti, si fermavano in quella di Magolà dedicata a "Santa Maria del Soccorso" per assistere alla messa domenicale.
Negli anni della seconda guerra mondiale il paese ospitò diverse famiglie che risiedevano a Nicastro le quali per ripararsi dei continui bombardamenti aerei, si rifugiarono nella frazione di Fronti, inoltre durante la liberazione dai tedeschi, da parte di americani e inglesi, il paese fu zona di accampamenti militari inglesi. È stato interessato come tutti i paesi calabresi dal fenomeno dell'emigrazione.

## Monumenti e luoghi d'interesse

### Architetture religiose
Chiesa di San Giuseppe (XVIII sec.)
Non si hanno notizie certe sull'origine della chiesa, ma la sua costruzione si fa risalire alla fine del XVIII secolo. Ad avvalorare questa ipotesi è il ritrovamento di una lapide in marmo, rinvenuta durante dei lavori di rifacimento del pavimento, la quale riporta la data 1782 – Chiesa S. Giuseppe – Fronti. Gli storici identificano questo data come anno di fine costruzione. Aggregata inizialmente alla parrocchia di Zangarona, passò successivamente sotto la giurisdizione della parrocchia di Accaria nei primi anni del 1800, per poi essere annessa di nuovo a quella originale, cioè di Zangarona, nel 1940 da Mons. Giambro.
La chiesa di San Giuseppe presenta una facciata costituita da quattro lesene poste su un alto basamento, che sorreggono un timpano aggettante. L’interno ha uno sviluppo a due navate con abside centrale semicircolare e catino dorato e al centro la nicchia che ospita il busto di San Giuseppe. Sul lato sinistro della navata si aprono tre archi ciechi ritmati da lesene, mentre sul lato destro si sviluppano tre campate e la navata. Illuminano l’aula delle finestre con vetri colorati. Il soffitto è piano con travature in legno a vista. 
Il protettore, San Giuseppe, si festeggia il 1 maggio. Nella seconda settimana di luglio ha luogo, invece, la festa in onore della Madonna del Carmelo.  

## Cultura

### Cucina
Grispelle, salumi, cesti in vimini, funghi, raschella ecc.

## Sport

### Calcio
- Scommettendo Fronti: i colori della squadra sono il bianco e il rosso. Milita in Promozione Calabria (2017-2018);

- Excalibur Fronti: i colori sociali sono il giallo e il verde. Milita in Terza categoria Calabria (2017-2018).

### Impianti sportivi
- Campo sportivo Fronti